# Eleições no Canadá
O Canadá mantém eleições legislativas e executivas em várias jurisdições: a nível nacional (governo federal), provincial e territorial, e municipal. As eleições são realizadas também para o autogoverno das Primeiras Nações e para muitas outras organizações públicas e privadas, incluindo empresas e sindicatos. Eleições municipais também pode ser realizada tanto para os de nível superior (município regional ou condado) e de nível inferior (vila ou cidade) os governos. Eleições formais ocorreram no Canadá, pelo menos desde 1792, quando ambas assembleias legislativas do Canadá tiveram suas primeiras eleições.
Votação nacional é um direito de cidadãos Canadenses com 18 ou mais anos de idade que residem no Canadá, ou que moram no exterior por menos que cinco anos. Outras eleições podem ter requisitos de cidadania, residência ou propriedade (alguns municípios permitem que ambos proprietários residentes e não-residentes votem).

## Eleições nacionais
O Parlamento do Canadá tem duas câmaras: A câmara dos comuns tem 338 membros, eleitos para um mandado máximo de cinco anos, representando um único distrito eleitoral cada; e o Senado tem 105 membros, aprovados pelo governador-geral e nomeados pelo primeiro-ministro. Os senadores recebem mandados permanentes (de até 75 anos) e, assim, muitas vezes, atuam por muito mais tempo do que o primeiro-ministro, que é o principal responsável por sua nomeação.
Eleições nacionais são regidas pelo Estatuto Canadense de Eleições e administradas por uma agência independente, Eleições Canadá. Usando o sistema de pluralidade de votos, os Canadenses votam para o Parlamentar (MP) local, que representa um distrito eleitoral na câmara dos comuns. Geralmente, o líder do partido com mais cadeiras na câmara dos comuns torna-se primeiro-ministro.
A maioria dos MPs são membros de um partido político, embora os candidatos podem concorrer às eleições como independentes sem vínculos a qualquer partido político. Uma vez que a prática de listagem da filiação partidária dos candidatos em cédulas começou na eleição de 1972, o Estatuto Canadense de Eleições tem exigido que todos os candidatos locais sejam diretamente aprovados pelo líder de seu partido, efetivamente centralizando o processo de nomeação do candidato.
Quando os candidatos são eleitos, parlamentares podem "trocar de bandeira" e mudar sua filiação partidária, sem ter que primeiro renunciar e recandidatar em sua nova filiação. Parlamentares podem também ser demitidos ou voluntariamente abandonar seus partidos e tornarem-se independentes. Como resultado, a distribuição de cadeiras por filiação partidária, muitas vezes, oscila entre eleições.
Apesar de vários partidos políticos serem normalmente representados no parlamento, o Canadá tem exercido, historicamente, o bipartidarismo entre o Partido Liberal e o Partido Conservador (precedido pelo Progressista Partido Conservador e o Partido Conservador (1867-1942)). Todos os governos desde a Confederação tem sido ou Liberal ou Conservador, com exceção do governo Sindicalista durante a Primeira Guerra Mundial, que foi uma coalizão de Conservadores e Liberais. Enquanto outros partidos políticos, por vezes, tenham formado a Oposição Oficial, a 41ª Legislatura (2011-2015) foi a primeira em que os Liberais não formaram nem o governo nem a Oposição Oficial.
Se um governo perde uma moção de censura, tradicionalmente, o primeiro-ministro vai requerer ao governador-geral uma eleição e o governador-geral aprovará. No entanto, essa conformidade não está assegurada; o governador-geral também tem o direito de escolher outro líder do partido, capaz de comandar a câmara dos comuns, e pedir que formem um novo governo. Isso aconteceu em 1926 e é conhecido como o Caso King-Byng.
A limitação de cinco anos é rigorosamente aplicada ao parlamento ou assembleia em questão—estes são considerados formados entre o começo do mandado e sua eventual dissolução. Portanto, é possível executar um pouco mais de cinco anos entre cada dia de eleição, como foi o caso das eleições de 1930 e 1935. Embora a lei permita um período de até cinco anos entre as eleições, apenas dois mandados duraram esse tempo máximo nos últimos 50 anos: entre 1974 e 1979, e entre 1988 e 1993. Houve de fato, cinco eleições gerais desde 2000.
Também é possível uma eleição geral ser atrasada se o Canadá se envolver em uma guerra ou rebelião. Esta provisão foi feita para permitir que o Primeiro-Ministro Sir Robert Borden atrase uma eleição federal por cerca de um ano durante a Primeira Guerra Mundial. Desde então, a provisão só foi usada duas vezes, ambas por governos provinciais—Ontário atrasou uma eleição por algumas semanas no ano seguinte ao Armistício de 1918. Saskatchewan foi a única jurisdição com atraso de uma eleição geral por mais de um ano, devido à Segunda Guerra Mundial. A eleição foi finalmente realizada em 1944, seis anos após a última votação.

### Resultados
| Partido                        | Líder do Partido               | Candidatos | Cadeiras | Cadeiras | Cadeiras | Cadeiras | Cadeiras          | Cadeiras      | Voto Popular | Voto Popular     | Voto Popular | Voto Popular | Voto Popular                  |
| ------------------------------ | ------------------------------ | ---------- | -------- | -------- | -------- | -------- | ----------------- | ------------- | ------------ | ---------------- | ------------ | ------------ | ----------------------------- |
| Partido                        | Líder do Partido               | Candidatos | 2011     | Dissol.  | Redist.  | 2015     | mudança % de 2011 | % de cadeiras | Votos        | Mudança de Votos | %            | mudança pp   | % em distritos com candidatos |
| Liberal                        | Justin Trudeau                 | 338        | 34       | 36       | 36       | 184      | +441.18%          | 54.44%        | 6,943,276    | +4,160,101       | 39.47%       | +20.56pp     | 39.47%                        |
| Conservative                   | Stephen Harper                 | 338        | 166      | 159      | 188      | 99       | -40.36%           | 29.29%        | 5,613,614    | −218,787         | 31.91%       | −7.73pp      | 31.91%                        |
| New Democratic                 | Tom Mulcair                    | 338        | 103      | 95       | 109      | 44       | -57.28%           | 13.02%        | 3,470,350    | −1,038,124       | 19.73%       | −10.92pp     | 19.73%                        |
| Bloc Québécois                 | Gilles Duceppe                 | 78         | 4        | 2        | 4        | 10       | +150%             | 2.96%         | 821,144      | −68,644          | 4.67%        | −1.38pp      | 19.36%                        |
| Green                          | Elizabeth May                  | 336        | 1        | 2        | 1        | 1        | 0%                | 0.3%          | 602,944      | +26,723          | 3.43%        | −0.46pp      | 3.44%                         |
| Independent and no affiliation | Independent and no affiliation | 80         | 0        | 8        | 0        | 0        | 0                 | 0             | 49,616       | −23,115          | 0.28%        | −0.21pp      | 1.18%                         |
| Libertarian                    | Tim Moen                       | 72         | 0        | 0        | 0        | 0        | 0                 | 0             | 36,772       | +30,755          | 0.21%        | +0.17pp      | 0.93%                         |
| Christian Heritage             | Rod Taylor                     | 30         | 0        | 0        | 0        | 0        | 0                 | 0             | 15,232       | −3,986           | 0.09%        | −0.05pp      | 0.97%                         |
| Marxist–Leninist               | Anna Di Carlo                  | 70         | 0        | 0        | 0        | 0        | 0                 | 0             | 8,838        | −1,322           | 0.05%        | −0.02pp      | 0.23%                         |
| Strength in Democracy          | Jean-François Fortin           | 17         | N/A      | 2        | N/A      | 0        | 0                 | 0             | 8,274        | *                | 0.05%        | *            | 0.90%                         |
| Rhinoceros                     | Sébastien Corriveau            | 27         | 0        | 0        | 0        | 0        | 0                 | 0             | 7,263        | +3,444           | 0.04%        | +0.01pp      | 0.52%                         |
| Progressive Canadian           | Sinclair Stevens               | 8          | 0        | 0        | 0        | 0        | 0                 | 0             | 4,476        | −1,362           | 0.03%        | −0.01pp      | 1.03%                         |
| Communist                      | Miguel Figueroa                | 26         | 0        | 0        | 0        | 0        | 0                 | 0             | 4,393        | +1,468           | 0.02%        | −0.00pp      | 0.32%                         |
| Animal Alliance                | Liz White                      | 8          | 0        | 0        | 0        | 0        | 0                 | 0             | 1,699        | +248             | 0.01%        | −0.00pp      | 0.36%                         |
| Marijuana                      | Blair Longley                  | 8          | 0        | 0        | 0        | 0        | 0                 | 0             | 1,557        | −307             | 0.01%        | −0.00pp      | 0.34%                         |
| Democratic Advancement         | Stephen Garvey                 | 4          | N/A      | 0        | N/A      | 0        | 0                 | 0             | 1,187        | *                | 0.01%        | *            | 0.62%                         |
| Pirate                         | Roderick Lim                   | 5          | 0        | 0        | 0        | 0        | 0                 | 0             | 908          | −2,290           | 0.01%        | −0.01pp      | 0.32%                         |
| Canadian Action                | Jeremy Arney                   | 3          | 0        | 0        | 0        | 0        | 0                 | 0             | 401          | −1,629           | 0.00%        | −0.01pp      | 0.24%                         |
| Canada Party                   | Jim Pankiw                     | 1          | N/A      | 0        | N/A      | 0        | 0                 | 0             | 271          | *                | 0.00%        | *            | 0.72%                         |
| Seniors                        | Daniel J. Patton               | 1          | N/A      | N/A      | N/A      | 0        | 0                 | 0             | 157          | *                | 0.00%        | *            | 0.29%                         |
| Alliance of the North          | François Bélanger              | 1          | N/A      | N/A      | N/A      | 0        | 0                 | 0             | 136          | *                | 0.00%        | *            | 0.22%                         |
| Bridge                         | David Berlin                   | 1          | N/A      | 0        | N/A      | 0        | 0                 | 0             | 122          | *                | 0.00%        | *            | 0.29%                         |
| PACT                           | Michael Nicula                 | 1          | N/A      | 0        | N/A      | 0        | 0                 | 0             | 91           | *                | 0.00%        | *            | 0.17%                         |
| United                         | Bob Kesic                      | 1          | 0        | 0        | 0        | 0        | 0                 | 0             | 57           | −237             | 0.00%        | −0.00pp      | 0.10%                         |
| Vacant                         | Vacant                         |            | 0        | 4        | 0        | 0        | N/A               | N/A           | N/A          | N/A              | N/A          | N/A          | N/A                           |
| Total                          | Total                          |            | 1,792    | 308      | 308      | 338      | 338               | +9.74%        | 100%         | 17,592,778       | +2,872,198   | 100%         | 100%                          |
|                                |                                |            |          |          |          |          |                   |               |              |                  |              |              |                               |

1. ↑  Os totais por partido são teóricos.
2. ↑  Inclui candidata Liberal Cheryl Thomas de Victoria, que retirou-se publicamente da eleição após a lista final de candidatos ser lançada e, assim, mantendo-se na cédula de votação como candidato Liberal.
3. ↑  Inclui candidato Conservador Jagdish Guimaraes de Mississauga—Malton, que foi expulso pelo Partido Conservador após a lista final de candidatos ser lançada e, assim, mantendo-se na cédula de votação como candidato Conservador.
4. ↑  não inclui José Núñez-Melo, um parlamentar procurando reeleição, a quem foi negada a nomeação pelo NDP na Vimy antes da lista final de candidatos ser lançada, e que, posteriormente, anunciou que estava correndo como um candidato do Partido Verde.
5. ↑  Não inclui o candidato de Montcalm Manon Perreault, que se registrou como independente antes da lista final de candidatos ser lançada, mas posteriormente anunciou sua candidatura pelo partido Força da Democracia.

### Datas fixas
Apesar de, ao abrigo da Secção 4 da Carta Canadense de Direitos e Liberdades, cada parlamento tem um prazo máximo de cinco anos após a devolução do mandado as últimas eleições, em 6 de novembro de 2006, o Parlamento do Canadá passou o projeto de lei C-16, um Ato para Alterar o Estatuto Canadense de Eleições. Ele exige que cada eleição geral acontecerá na terceira segunda-feira de outubro no quarto ano após a eleição anterior, com início em 19 de outubro de 2009.
No entanto, a lei não restringe o poder do governador-geral para dissolver o parlamento a qualquer tempo, ou seja, o primeiro-ministro ainda pode aconselhar tal movimento sempre que ele ou ela ache prudente. Nas subdivisões do Canadá, a vida máxima de uma legislatura também é marcada pela constituição, apesar de algumas províncias terem leis locais que exigem eleições ainda mais cedo.

### Eleições provisórias e referendos
Eleições provisórias podem ser realizadas entre eleições gerais, quando cadeiras ficam vagas por meio de renúncia ou morte de um parlamentar. A data da eleição é determinada pelo Governador-Geral, que deve convocá-la entre 11 e 180 dias após ter sido notificado da vaga pelo Presidente da Câmara da Casa dos comuns.
O governo federal também pode convocar a todo o país a realização de referendos sobre questões fundamentais. O último referendo federal foi realizado em 1992, sobre as propostas de alterações constitucionais no Acordo de Charlottetown. Em algumas ocasiões, um problema em particular dominaria uma eleição, e a eleição seria então um referendo virtual. O mais recente exemplo disso foi a eleição de 1988, que foi considerada pela maioria dos partidos um referendo sobre o tratado de Livre Comércio entre Canadá e Estados Unidos.

### Qualificações
Cada cidadão Canadense de 18 anos de idade ou mais tem direito a um voto, exceto para o Diretor Chefe Eleitoral e o Vice-Diretor Chefe Eleitoral. No Estatuo Canadense de Eleições, presos a cumprir uma pena de pelo menos dois anos foram proibidos de votar, mas em 31 de outubro de 2002, a Suprema Corte do Canadá decidiu em Sauvé v. Canadá que tal lei viola a seção 3 da Carta de Direitos, e a proclamou então sem vigor ou efeito.
O Cadastro Federal de Eleitores é atualizado para refletir as alterações na população Canadense, inclusive as alterações de endereço, alcançamento da idade de voto, a naturalização e a morte. A cada ano, cerca de 3.000.000 de alterações de endereço são processadas pelo Eleições Canadá a partir de informações obtidas pela Canada Revenue Agency, pelo Canada Post (através do serviço de Mudança de Endereço), registros provinciais e territoriais de veículos a motor, e órgãos provinciais de eleições com listas permanentes de eleitores. A cada ano, cerca de 400.000 Canadenses chegam a idade de voto e de 200.000 Canadenses morrem, resultando em alterações no Cadastro Federal de Eleitores com base em informações obtidas a partir da Canada Revenue Agency, registros provinciais e territoriais de veículos a motor, e órgãos provinciais de eleições com listas permanentes de eleitores. Além disso, mais de 150.000 pessoas por ano tornam-se Canadenses naturalizados e são adicionados ao Cadastro Federal de Eleitores por Eleições Canadá com base em informações obtidas pelo órgão de Cidadania e Imigração do Canadá.

### Cidadãos canadenses no exterior
Embora a Seção Três da Carta Canadense de Direitos e Liberdades estabelece que "todos os cidadãos do Canadá tem o direito de votar", na prática, apenas os cidadãos de 18 anos de idade ou mais, e que residem no Canadá ou tenham morado no exterior por menos de cinco anos podem votar em eleições federais. Existem isenções para o limite de cinco anos para os membros das Forças Armadas Canadenses, funcionários do governo federal ou de um governo provincial que estão no estrangeiro, funcionários de certas organizações internacionais, e seus coabitantes. O limite de cinco anos foi originalmente promulgado como parte do projeto de lei C-114,  Uma Lei para Alterar o Estatuto Canadense de Eleições, em 1993; estas alterações estenderam o direito à cédula de votação para certos prisioneiros, e para Canadenses "vivendo ou viajando" no exterior. Em setembro de 2005, Jean-Pierre Kingsley, então Diretor Chefe Eleitoral do Canadá por 15 anos, explicitamente recomendou em seu relatório oficial que o Parlamento remova o limite de cinco anos, mas nenhuma ação foi tomada.
Em Maio de 2014, uma decisão do Superior Tribunal de Justiça de Ontário invalidou o limite de cinco anos como uma restrição inconstitucional ao sufrágio, em violação da Secção Três da Carta de Direitos, levando a um período de quatorze meses, durante o qual todos os Canadenses expatriados poderiam aplicar-se a entrar no cadastro de eleitores. No entanto, a decisão foi revertida por 2-1, em recurso no Tribunal de Apelação de Ontário, em 20 de julho de 2015, em uma opinião jurídica citando o histórico canadense de usar um sistema de distritos eleitorais baseados em residência e uma justificativa baseada na teoria do contrato social, que revalidou o limite de cinco anos como limitação constitucional do sufrágio de acordo com a Seção Um da Carta de Direitos. Em agosto de 2015, o órgão Eleições Canadá implementou mudanças para o processo de cadastro para cumprir com a mais recente decisão do tribunal de justiça, e agora exige que os expatriados já registados declarem uma data prevista de retorno. A decisão do Tribunal de Recurso foi posteriormente recusada para a Supremo Corte do Canadá, que anunciou no dia 14 de abril de 2016, que iria conceder o recurso.

### Comprimento de campanhas eleitorais
O comprimento das campanhas eleitorais pode variar, mas sob o estatuto de eleições, o comprimento mínimo de uma campanha é de 36 dias. Não há explícito um comprimento máximo para uma campanha, mas o artigo 5 da Carta de Direitos exija que o Parlamento organize-se pelo menos uma vez a cada doze meses. Portanto, uma campanha deve se concluir a tempo do parlamento organizar uma sessão no prazo de doze meses após a última seção. A data da eleição federal deve ser uma segunda-feira (ou terça-feira, se segunda-feira for um feriado oficial).
As duas primeiras eleições, em 1867 e em 1872, ocorreram ao longo de várias semanas.
A eleição de 1872 foi ao mesmo tempo a segunda mais curta e a campanha mais longa na história. O parlamento foi dissolvido em 8 de julho de 1872, enquanto a ordem de eleição foi dada em 15 de julho de 1872. A votação ocorreu de 20 de julho a 12 de outubro. Portanto, a campanha começou 12 dias após a dissolução do Parlamento e 5 dias após a ordem, e se concluiu 96 dias (13 semanas e 5 dias) após a dissolução e 89 dias após a ordem.
Toda eleição seguinte ocorreu em um único dia. Destas eleições, a mais longa campanha eleitoral, em termos de dias entre a dissolução e a eleição, foi o em 1926, seguida pelo caso o King-Byng, que durou 74 dias.
Em termos de dias entre a ordem de eleição e o dia da eleição, a mais longa campanha seria a eleição de 1980, que durou 66 dias. Ela foi superado pela eleição de 2015, que foi de 78 dias entre a ordem de eleição e o dia da eleição, tornando-a a mais longa campanha para uma eleição de um dia, superada em comprimento apenas pela eleição de 1872.
Antes da adoção de um mínimo de 36 dias por lei, houve seis eleições que duram menos tempo. A última delas foi em 1904, que ocorreu muitas décadas antes que o mínimo tenha sido imposto.
Na prática, o Primeiro-Ministro geralmente mantem a campanha o tão breve quanto é legal e viável, porque os gastos por partes são estritamente limitados pelo estatuto. O gasto máximo por cada partido é aumentado por 1/37º do máximo para cada dia em que a campanha excede 37 dias. As campanhas das eleições de 1997, 2000 e 2004 tiveram todas o mínimo de 36 dias de duração, o que levou a uma concepção equivocada de que a campanha deve ser de 36 dias. No entanto, antes de 1997, as campanhas em média duraram muito mais: além da campanha de 47 dias para a eleição de 1993, o menor período eleitoral após a Segunda Guerra Mundial foi de 57 dias e muitas duraram mais de 60 dias.
Muita especulação foi dada por quanto tempo a campanha para as Eleições federais do Canadá de 2006 durariam, principalmente quando foi decidido que a eleição seria chamada nas semanas que antecedem o Natal de 2005. O governo de Joe Clark, que terminou no dia 12 de dezembro de 1979, recomendou uma campanha de 66 dias para a eleição resultante, e nada havia de ilegal na proposta. No final, a eleição de 2006 foi declarada em 29 de novembro de 2005, para 23 de janeiro de 2006 — um total de 55 dias de campanha.